# Yannick Wilhelmi
Yannick Wilhelmi, né le 12 octobre 2000 à Grabs, est un joueur professionnel de squash représentant la Suisse.  
Il atteint le 49e rang mondial en février 2025, son meilleur classement. 

## Biographie
Yannick Wilhelmi naît le 12 octobre 2000 à Grabs, dans le canton de Saint-Gall.

## Parcours sportif
Il est champion de Suisse dans toutes les catégories d'âge. 
En 2024 avec l'équipe nationale suisse, il remporte la médaille de bronze aux championnats d'Europe,. Le mois suivant, il dispute les championnats du monde au Caire et s'incline au premier tour face à l'Écossais Rory Stewart.
Il atteint le 57e rang mondial en avril 2024, son meilleur classement.

## Palmarès

### Finales
- Championnats de Suisse : 2 finales (2022, 2023)